# 浦西境福寿宫
福寿宫，又称浦西境福寿宫、福州福寿宫，旧称明教文佛祖殿，是位于福建省福州市台江区义洲街道浦西社区的一棟宗教建築物，为福州市境内仅存的摩尼教建筑，有“摩尼教文化的活化石”之称，现为福州市台江区不可移动文物点。浦西福壽宮同時也是九案泰山信仰中的十三個堂之一。

## 历史

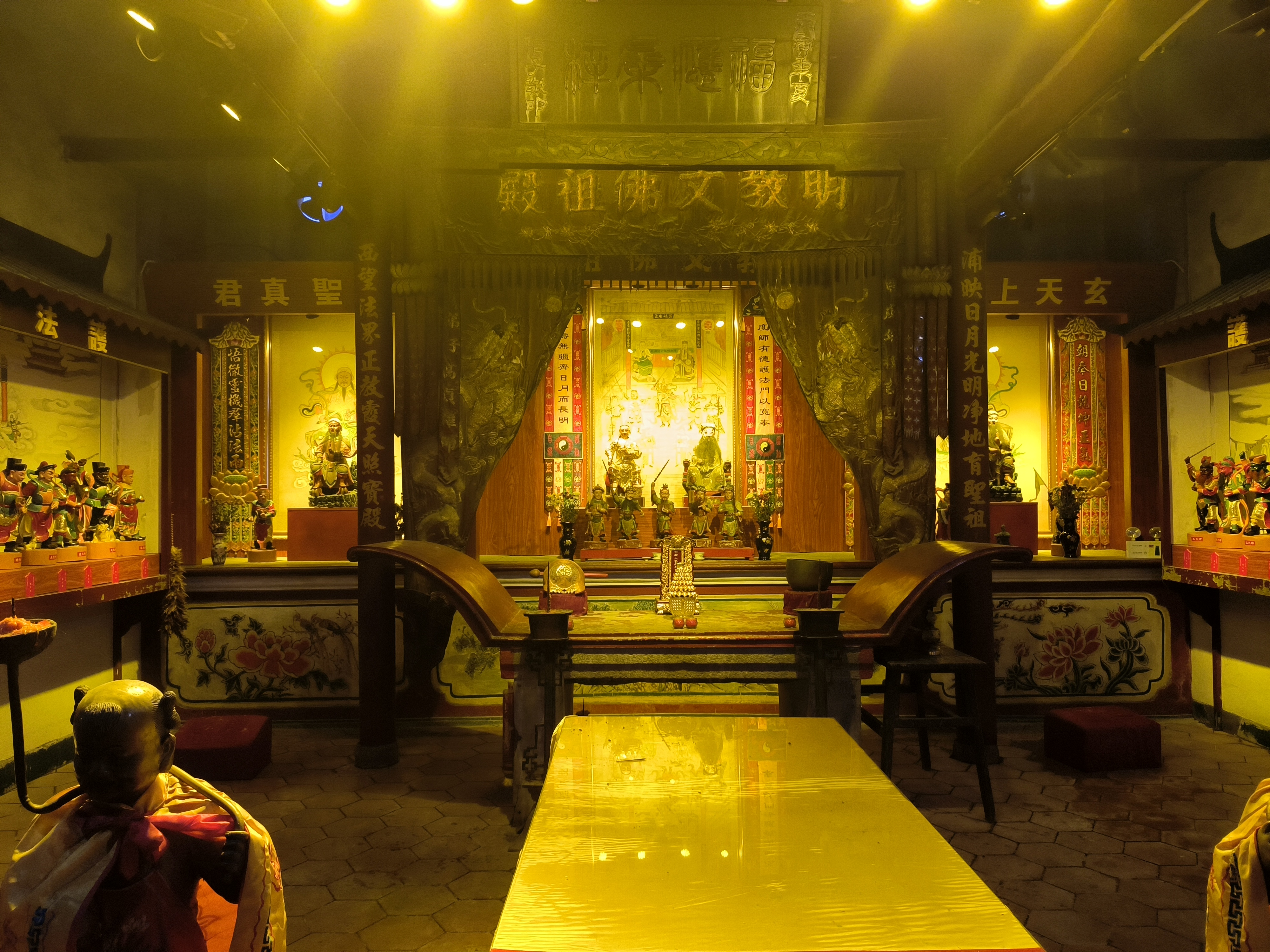
浦西福寿宫内殿

明教文佛祖殿始建于宋代，历年屡经修复与搬迁。依照万历版福宁州志中的记载，明教文佛祖殿是为了祭祀北宋嘉祐年间在闽县祈雨的摩尼教祖师林瞪而修建的。由于中国历史上（尤其是明朝时期）对明教大多持禁止态度，当地的萧姓氏族信徒表面上改信道教，供奉了其他道教、民间信仰神以暗中保护明教文佛的神位。1997年及之前，祖殿的原址位于今福州市味精厂，1997年因原址建设味精厂而迁至浦西现址。由于当时宗教属性不明，1998年，有关部门为令文佛祖殿拥有合法的宗教身份而将其改名为“福寿宫”，并纳入福州的道教庙宇体系；在2000年代初，由于证据不足，学界仍对福寿宫的宗教属性有极大的争议，直至2008年后霞浦文书的发现与研究，方确定了福寿宫的宗教属性确为摩尼教（明教），且为现今保存最好且配置最完备的摩尼教寺庙。
明教文佛祖殿有一个分殿，位于闽侯县上街镇石沙自然村，该庙为当地信徒的祖先于200多年前自祖殿分炉而来，庙内祭祀的两个主神明与祖殿相同。

## 建筑
明教文佛祖殿1997年及以前的原址坐东朝西，与摩尼教敬西的观念相符，占地3.5亩，建筑面积2亩，包括大殿、配殿、戏台、酒廊看台、厨房和花园等建筑。
浦西境福寿宫的现址总面积900多平方米，坐北朝南。主建筑占地742.6平方米，进深22.6米，大殿宽14.7米，高10米，主要用于祭祀正殿内主供的两尊神：以摩尼为原型的明教文佛和以福建明教祖师林瞪为原型的度师真君；主殿内主尊左右二侧分别配祀张真君和真武大帝，另有三十六护法神将。此外，福寿宫有三座偏殿，分别是临水夫人殿、华光殿和大王殿，供奉臨水夫人、华光大帝和黄、赵二大王。

## 神祇系统
福寿宫内供奉的各路神祇集摩尼教、道教、佛教和当地民间信仰于一宫，也是迄今唯一一座配置完善且香火延续至今的摩尼教寺院。

### 主供神
福寿宫主供神为明教文佛和度师真人（又称度师真君），分别代表摩尼教的主神摩尼（216年—270年代）和霞浦摩尼教教主林瞪（1003年—1059年）。
在最早的研究中，以李林洲为代表的学者通过田野调查，以明教与摩尼教等同、且摩尼教寺院草庵中有带有“文佛”楹联等为理据，认为福寿宫中的明教文佛就是摩尼教的主神摩尼佛，而度师真君则应为某个摩尼师；而这一说法由于证据不足在2004年时遭到了以林悟殊为代表的摩尼教研究学者的反对。林悟殊认为，明教文佛可能应当依照名称解读为“善于教诲、主管文事”的神明；也不能“勉强把度师真人推测为摩尼师”，而应与福寿宫的建造者萧氏宗族有关。
2008年至2009年间，随着霞浦摩尼教文献的发现，对明教文佛祖殿的两尊主神也有了更明晰的认识。明教文佛身上的花纹、配饰，以及身后壁画中的许多画面均与霞浦摩尼教艺术品相类似，尤其是文佛头上的太阳花，福州其他的道教寺庙中没有相类似的装饰，而霞浦摩尼教雕塑中有类似的内容，从而证明了明教文佛确实从属于霞浦摩尼教体系。目前，学界针对明教文佛的身份仍有各种不同的推测，除了大部分观点认同的摩尼教主神摩尼之外，也有观点认为明教文佛是“文佛使者”，或与霞浦文书提到的“釋迦文佛”“泗州文佛”有关。
在霞浦文书的《祷雨疏》《明门初传请本师》等文献中多次出现了“度师”一词，也有以“济南法主四九真人”等称谓指代林瞪，《摩尼施食秘法》更是直接点出“本师教主（林瞪）灵相度师四九真人”；此外，上万村的《济南郡林氏宗谱》、林瞪的八世孙林登鼇则在《八世祖瞪公赞》中均有提到林瞪因在闽县救火有功，邑人在“闽县之右（南方）”为他立庙祭祀。依照闽县境域与方位的推算，明教文佛祖殿原址符合上述文献的描述；另外，宫内度师真人的生辰与林氏宗谱记载的林瞪生辰为同一天，且宫内的壁画、香炉等物件与霞浦发现的摩尼教艺术品风格相似。综合各种因素，度师真人的身份被学界确认为霞浦摩尼教教主林瞪，从而说明浦西境福寿宫是霞浦摩尼教体系的一部分。

### 主殿配祀
祖殿分别在北壁（主尊所在的方位）西侧和东侧配祀张圣真君和玄天上帝，均系道教相关人物。
张圣真君（或称张真君、张圣君）是三十三天监雷法主，出生于永泰，閭山派祖师许真君的数传弟子。据上万村村民相传，林瞪曾在闾山修习过许真君所传道法，霞浦文书中也有文献提到闾山派有关的信息，张圣真君以监雷法主的身份配祀的另一个原因则可能是林瞪因祈雨之功被封为“洞天都雷使”，与张圣真君的“监雷”身份相关。福州市境内现存有张圣真君祖殿（位于闽清县）和福建省文物保护单位张真君祖殿（位于台江区）。
玄天上帝，在霞浦文书中被称作“北方镇天真武菩萨”或“真武大圣”，为玄武派道教人物，是太上老君第八十二次变化之身，是道教四大护法神（另外三个分别是青龙、白虎和朱雀）之一。在一般的道教寺院中，闾山派和玄武派的人物不能并行出现，而福寿宫则同时供奉了来自两个派系的人物，体现出摩尼教寺院依托道教但又有别于道教的一面。

### 三殿一阁
福寿宫拥有四个偏殿，左侧为临水夫人殿，右侧有观音阁、华光殿和大王殿。依据宫内留存的旧石碑的记载，福寿宫的原址旁建有毓麟宫（供奉临水夫人）和大王殿，而观音阁、华光殿为后续兴建。这些偏殿的神明分别属于佛教、道教系统。